# 贝茨兰 (南达科他州)
贝茨兰（英語：Batesland），是美国南达科他州下属的一座城市。根据2010年美国人口普查，该市有人口110人。论人口在本州排行第226。